# Essex (hrabstwo Essex)
Essex – jednostka osadnicza w Stanach Zjednoczonych, w stanie Massachusetts, w hrabstwie Essex.